# Klaus Walgenbach
Klaus Walgenbach ist ein deutscher Arzt für Plastische Chirurgie. Er leitet im Universitätsklinikum Bonn die Abteilung Plastische und Ästhetische Chirurgie; er spielt in der Sendung Extrem schön! – Endlich ein neues Leben! eine Hauptrolle.

## Leben
Klaus Walgenbach studierte von 1984 bis 1990 Medizin in Bonn und Pittsburgh, USA. Danach folgten Facharztweiterbildungen, ein Forschungsaufenthalt und die Habilitation für das Gebiet Plastische Chirurgie. Von 2001 bis 2003 lehrte Klaus Walgenbach als Gastprofessor an der University of Pittsburgh, USA. Seit 2003 ist er dort als Adjunct Associate Professor tätig.
Seit 2004 ist Klaus Walgenbach Konsiliararzt für Plastische und Ästhetische Chirurgie am Universitätsklinikum in Bonn. Dort leitet er den entsprechenden Fachbereich. Zusätzlich hat er seit 2006 eine monatliche Sprechstunde in London eingerichtet.

## Auftritte in den Medien
Seit 2009 ist Klaus Walgenbach eine der Hauptpersonen der Doku-Soap „Extrem schön! – Endlich ein neues Leben!“ auf RTL II. In der umstrittenen Sendung behandelt er Patienten, die mit der Kamera vor, während und nach plastischen Operationen begleitet werden.
Zudem trat Klaus Walgenbach in der Serie „Fat Doctors“ des Discovery Channel auf.
Regelmäßig wird er von Medien wie dem Focus, Express oder der BILD-Zeitung zu Fragen der plastischen Chirurgie als Experte herangezogen.

## Auszeichnungen
- 1995 Vortragspreis der Robert Evy Society, Philadelphia, USA als Co-Autor
- 1997 Posterpreis der Chirurgischen Arbeitsgemeinschaft für Biomaterialien der Deutschen Gesellschaft für Chirurgie (CAB) als Co-Autor
- 1999 KCI-Medizinpreis verliehen durch die Deutsche Gesellschaft für Wundheilung und Wundbehandlung (DGfW)
- 1999 Posterpreis der Vereinigung Deutscher Plastischer Chirurgen als Co-Autor
- 2001 Vortragspreis der Vereinigung Deutscher Plastischer Chirurgen

## Mitgliedschaften
- Deutsche Gesellschaft der Plastischen, Rekonstruktiven und Ästhetischen Chirurgen (DGPRÄC ehem. VDPC)
- Vereinigung der Deutschen Ästhetisch-Plastischen Chirurgen (VDÄPC)
- Gesellschaft für Ästhetische Chirurgie Deutschland e.V. (GÄCD)
- American Society of Plastic Surgeons
- American College of Surgeons (FACS)
- Deutsche Gesellschaft für Chirurgie
- Berufsverband der Deutschen Chirurgen
- European Tissue Engineering Society
- Alexander von Humboldt-Stiftung